# 회색 리본
회색 리본은 인식 리본의 한 종류로 착용하거나 정치적 상징으로 이용된다.
회색 리본은 다음과 같은 다양한 방식으로 사용되었다.
- 알파-1 항트립신 결핍증 인식을 위한 행사
- 천식 인식[1]
- 뇌종양 인식[1]
- 당뇨병 인식[2]
- 정신 건강, 특히 경계성 인격 장애 인식
- 2013년 7월 21일 프린들크렉록 학살 추모[3]
- 남아메리카 친남부민족주의 또는 분리 독립 지지
- 5월 좀비 인식의 달 행사[4]